# Lijst van voetbalinterlands Ierland - Nederland (vrouwen)

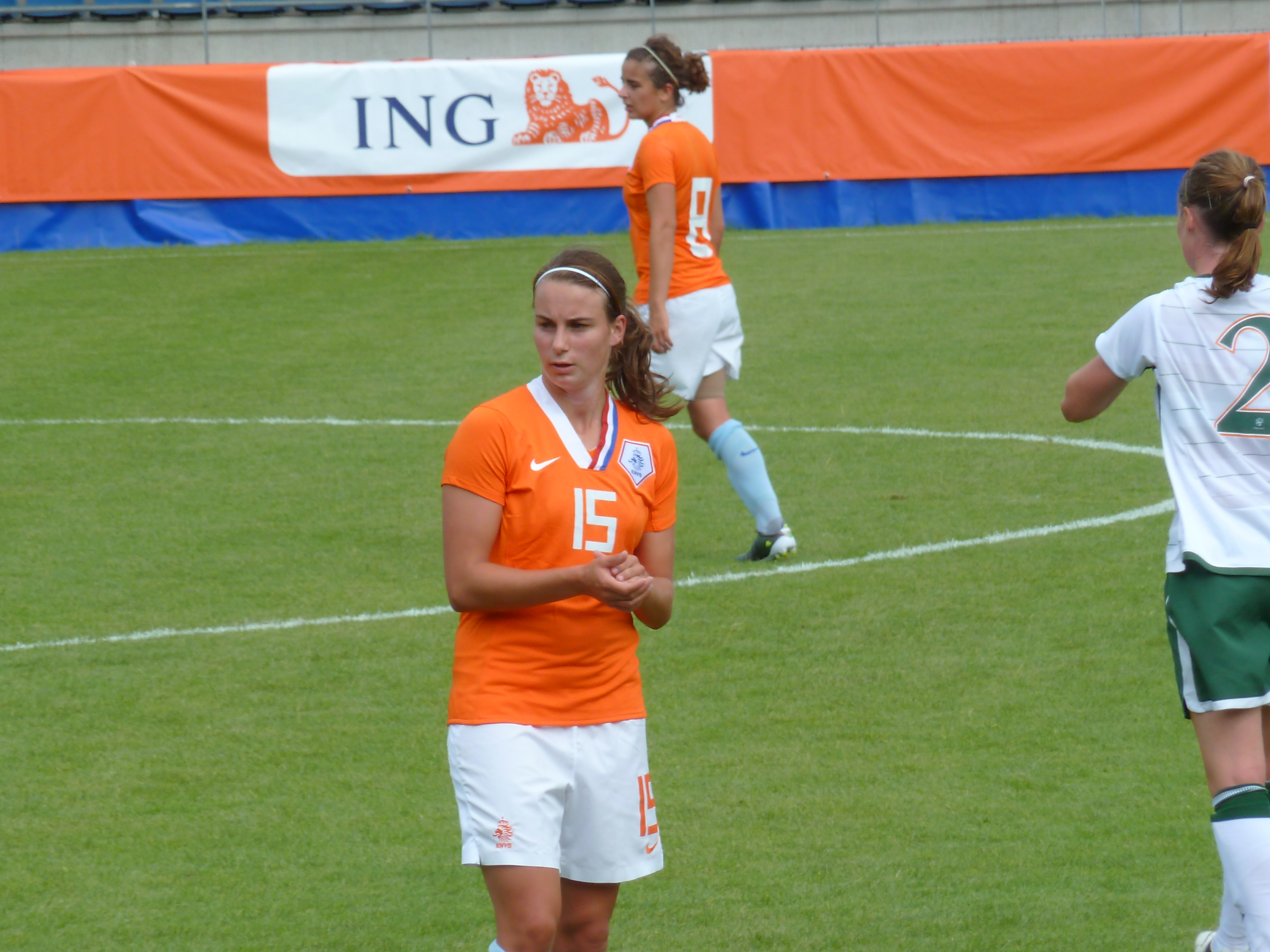
Renate Jansen en Renée Slegers in actie tegen Ierland (2010).

Deze lijst van voetbalinterlands is een overzicht van alle voetbalwedstrijden tussen de nationale vrouwenteams van Ierland en Nederland. Ierland en Nederland hebben negen keer tegen elkaar gespeeld. De eerste wedstrijd was op 29 november 1987 in Dublin. 

## Wedstrijden
| № | Plaats      | Datum            | Competitie           | Wedstrijd           | Uitslag |
| - | ----------- | ---------------- | -------------------- | ------------------- | ------- |
| 1 | Dublin      | 29 november 1987 | EK 1989 kwalificatie | Ierland − Nederland | 0 − 1   |
| 2 | Delft       | 12 maart 1988    | EK 1989 kwalificatie | Nederland − Ierland | 2 − 0   |
| 3 | Zaandijk    | 18 november 1989 | EK 1991 kwalificatie | Nederland − Ierland | 2 − 0   |
| 4 | Dublin      | 29 april 1990    | EK 1991 kwalificatie | Ierland − Nederland | 0 − 0   |
| 5 | Leiden      | 10 maart 2004    | Vriendschappelijk    | Nederland − Ierland | 6 − 0   |
| 6 | Dublin      | 27 januari 2008  | Vriendschappelijk    | Ierland − Nederland | 1 − 1   |
| 7 | Velsen-Zuid | 15 augustus 2010 | Vriendschappelijk    | Nederland − Ierland | 2 − 0   |
| 8 | Nijmegen    | 28 november 2017 | WK 2019 kwalificatie | Nederland − Ierland | 0 − 0   |
| 9 | Dublin      | 10 april 2018    | WK 2019 kwalificatie | Ierland − Nederland | 0 − 2   |

## Samenvatting
| Competitie        | Totaal gespeeld | Winst Ierland | Gelijk | Winst Nederland | Doelsaldo Ierland – Nederland |
| ----------------- | --------------- | ------------- | ------ | --------------- | ----------------------------- |
| WK-kwalificatie   | 2               | 0             | 1      | 1               | 0 − 2                         |
| EK-kwalificatie   | 4               | 0             | 1      | 3               | 0 − 5                         |
| Vriendschappelijk | 3               | 0             | 1      | 2               | 1 − 9                         |
| Totaal            | 9               | 0             | 3      | 6               | 1 − 16                        |